# De Hûnekop
De Hûnekop sind eine friesischsprachige Band aus der niederländischen Provinz Fryslân. Die Band ist in ihrer Heimat außerordentlich erfolgreich. Gegründet wurde die Gruppe 2009 in der friesischen Provinzhauptstadt Ljouwert (Leeuwarden). 2010 gewann die Band den Fryslân Pop Talent Award.

## Diskografie
Alben
- 2010: It raast oan de protters
- 2011: Wanklanken fan ’e wurkflier
- 2012: Psalms foar de Rûchhouwer
- 2014: Fiif Jier Smoar